# Бор (ас)
Бор (давньоскан. Borr, Burr) — в германо-скандинавській міфології один з асів, син першої людини Бурі й батько Одіна, Вілі та Ве. Згадується в «Молодшій Едді»:
«В Бурі був син на ім'я Бор, який одружився з жінкою на ім'я Бестла, доньці велетня Бельторна; й у них народилося три сини: перший — Одін, другий — Вілі, третій — Ве».
Більше в «Молодшій Едді» Бор не згадується. Іноді зазначається в скандинавській поезії як батько Одіна.
Роль Бора в міфології остаточно не з'ясовано й не існує вказівок на те, що йому вклонялися давні скандинавські язичники.